# هامور (فصيلة)
القُشر أو الأخْفَس أو اللُّوز (بالإنجليزية: Grouper)‏ هو اسم سمك يطلق على أي من الأجناس الموجودة في أسرة ابينيفيليناي (Epinephelinae) من الفصيلة القرفصية التي تنتمي لرتبة الفرخيات.
ولا يُطلَق اسم القُشر على جميع فصائل السرانيدا؛ حيث تشمل الفصيلة أيضًا سمك الـقاروص. ولكن يُطلق عادةً الاسم العام قشر على الأسماك التي تنتمي لأحد جنسيّ: ابينيفيليس (Epinephelus) ميكتيروبيركا (Mycteroperca). بالإضافة إلى ذلك، تُسمَّى الأنواع المصنفة في أجناس أنيبيريدون (Anyperidon)، وكورميليبتس (Cromileptes)، وديرماتوليبيس (Dermatolepis)، وجراسيلا (Gracila)، وسالوبتيا (Saloptia)، وتريسو (Triso) الصغيرة بالقُشر أيضًا. أما الأسماك المصنفة في جنس هامور (Plectropomus)، فيُشار إليها باسم هامور المرجان. وتُصنَّف هذه الأجناس في أسرة ابينيفيليناي (Epiphelinae). ولكن، يندرج في هذه الأسرة أيضًا (جنس الفيستيس (Alphestes))، و (جنس سيفالوفوليس (Cephalopholis))، ولايريتيل (جنس فاريولا (Variola))، وبعض الأجناس الأخرى الصغيرة (جونيوبليكتروس (Gonioplectrus)، ونيفون (Niphon)، وبارانثياس (Paranthias))". وعامةً تحمل كلمة "القُشر" (grouper) في ذاتها نفس معنى أسرة ابينيفيليناي.

## أصل التسمية
تأتي كلمة "grouper" من اسم سمك، وهو garoupa، الذي يُعتقد أنه اسم برتغالي بشكل كبير. ويُعتقد أن أصل هذا الاسم يأتي في البرتغالية من لغة محلية في أمريكا الجنوبية.
في أستراليا، يُستخدم اسم "groper" بدلاً من "grouper" للإشارة لعدة أنواع، مثل جروبير العملاقة (ابينيفيليس لانسيولاتوس (Epinephelus lanceolatus)). وفي الفلبين، يُسمَّى لابو لابو (lapu-lapu) في لوزون، بينما في بيسايا ومندناو، يُسمَّى بوجابو (pugapo). أما في نيوزيلاندا، فيشير اسم "groper" إلى نوع من سمك الحطام، بوليبريون أوكسيجينيوس (Polyprion oxygeneios) من الاسم الـماوري hāpuku. بينما يُعرف في الشرق الأوسط بالهامور حيث يؤكَل بشكل كبير، خاصةً في منطقة الخليج العربي.

## الوصف
تنتمي أسماك القُشر إلى عظميات، وعادةً يكون لها جسم سمين وفم كبير. فأجسامها ليست مُهيّأة للسباحة السريعة لمسافات طويلة. يمكن أن تكون كبيرة جدًا، ويبلغ طولها أكثر من متر ولا تنتشر الأوزان التي تصل إلى 100-؛ كيلو جرام، بالرغم من الأنواع تتنوع جدًا وبشكل ملحوظ في مثل تلك المجموعة الضخمة. وتقوم بابتلاع فرائسها بدلاً من التهام أجزاء منها. كما أنه لا يوجد لديها أسنان كثيرة على أطراف فكيها، ولكنها تمتلك أسنان طاحنة في الـبلعوم. تتناول عادةً الـسمك، والـأخطبوط، والـقشريات. وتفضل بعض الأنواع أن تتربص بفريستها، بينما هناك أنواع أخرى تكون مفترسات نشطة. توجد تقارير غير مؤكدة عن قيام الأنواع الضخمة بشن هجمات مميتة على الأشخاص، مثل جروبير العملاقة (ابينيفيليس لانسيولاتوس (Epinephelus lanceolatus)).
تشكل أفواهها وخياشيمها نظامًا ماصًا قويًا يقوم بشفط الفريسة عن بعد. كما أنها تستخدم فمها لتحفر في الرمال لكي تُكوِّن مأوى لنفسها تحت الصخور الكبيرة، وتقوم بحفرها عن طريق الخياشيم. إن عضلات خياشيمها قوية جدًا لدرجة أنه يستحيل جذبها من داخل الكهف إذا شعرت بمهاجمتها وتمدّ عضلاتها لتغلق على نفسها.
هناك بعض الأبحاث التي تشير إلى أن هامور المرجان المتنقل(هامور بيسوليفيروس (Plectropomus pessuliferus)) يتعاون أحيانًا مع الـحنكليس في الصيد.

## التكاثر
تكون أسماك القشر غالبًا أحادية الزواج وخنثى مبكرة الأنوثة (protogynous hermaphrodites) كأنثى فقط ثم تتوالد لديها القدرة لتغيير جنسها بعد النضج الجنسي. تزداد بعض أنواع القشر حوالي كيلو جرام واحد كل عام وتكون عادةً بالغة حتى تصل إلى ثلاثة كيلو جرامات، وعندها تصبح أنثى. وتتحكم الذكور غالبًا في مجموعات الإناث التي تتكون من ثلاث إلى خمس عشرة أنثى. وتجمع أسماك القشر غالبًا البيض بشكلٍ مزدوج، مما يتيح للذكور الكبيرة أن تُبعد الذكور الصغيرة من التكاثر بطريقة تنافسية. وبذلك، إذا قامت الأنثى الصغيرة بتغيير جنسها قبل أن تتمكن من التحكم في مجموعات الإناث كذكر، تقل لياقتها. إذا لم يكن هناك ذكر متاح، فإن أكبر أنثى باستطاعتها أن تزيد لياقتها بتغيير جنسها تفعل ذلك.
وبالرغم من ذلك، تكون بعض أسماك القشر متمايزة الأقناد. إن تمايز الأقناد، أو إستراتيجية التكاثر بجنسين مختلفين، قد تطورت في أسماك القشر بشكل مستقل على الأقل خمس مرات. ويرتبط تطور تمايز الأقناد بقيام المجموعة بتفريخ كميات كبيرة من الأغطية. ويزيد كلاً من التفريخ والتغطية من احتمالية تكاثر ذكر أصغر في وجود الذكور الكبيرة. وترتبط لياقة ذكور القشر في البيئات التي لا يُسمَح فيها بإقصاء الذكور الصغيرة بطريقة تنافسية بإنتاج المني ومن ثمَّ بحجم الـخصية. وتتصف أسماك القشر متمايزة الأقناد بخصيتيها الأكبر من تلك مبكرة الأنوثة (10% من كتلة الجسم مقارنةً ب1% من كتلة الجسم)، مما يشير إلى أن تطور تمايز الأنقاد قد زاد من لياقة ذكور القُشر في البيئات التي لا تتمكن فيها الذكور الكبيرة من إبعاد الذكور الصغيرة من التكاثر بطريقة تنافسية.

## الاستخدام الحديث
تُعتبر العديد من أسماك القشر من الأطعمة الهامة بين الأسماك، ويتم حاليًا زراعة البعض منها. وعلى عكس أغلب أنواع السمك الأخرى التي تُبرَّد أو تُجمَّد، تُباع عادةً أسماك القُشر طازجة في الأسواق. وتشتهر أنواع كثيرة منها بالـصيد. وهناك بعض الأنواع التي تكون صغيرة على وضعها في مربى مائي، بالرغم من أن الأنواع الأصغر تنمو أسرع.

## الحجم
نقلت جريدة خبرًا عن سمكة قشر وزنها 180&nbsp؛ كيلو جرام تم صيدها في المياه بالقرب من بولاو سيمبيلان في مضيق ملقا يوم الثلاثاء الموافق 15 يناير 2008. (Image at )
كما نشرت جريدة شنزن عن ابتلاع سمكة قشر لـقرش الحيد ذو الطرف الأبيض يبلغ طوله متر واحد في مربى فوزهو المائي العالمي.
في سبتمبر 2010، نشرت جريدة في كوستاريكا عن وجود سمكة قشر في سينجويتا، ليمون يبلغ طولها 2.3 متر. بلغ وزن السمكة 250- كيلو جرام وتم اجتذابها باستخدام كيلو من الطُعم.

## الأنواع
تشمل أنواع سمك القشر:
- القشر الأسود Mycteroperca bonaci
- القشر المذنب Epinephelus morrhua
- قشر جاج Mycteroperca microlepis
- القشر العملاق Epinephelus lanceolatus
- القشر الأطلنطي العملاق Epinephelus itajara
- مينياتا جروبر (Miniata grouper) هامور المرجان
- قشر ناسو Epinephelus striatus
- القشر العملاق Epinephelus daemelii
- سكامب جروبر Mycteroperca phenax
- الهامور النمر Mycteroperca tigris
- قشر وارسو Epinephelus nigritus
- القشر الأبيض Epinephelus aeneus
- القشر الأصفر Mycteroperca venenosa
- سمك القد المنمش Cephalopholis sexmaculata